# Grenz (Randowtal)
Grenz ist ein Wohnplatz im Ortsteil Ziemkendorf der Gemeinde Randowtal des Amtes Gramzow im Landkreis Uckermark in Brandenburg.

## Geographie
Der Ort liegt zwölf Kilometer ostnordöstlich von Prenzlau. Die Nachbarorte sind Cremzow im Norden, Wendtshof im Nordosten, Wallmow im Osten, Rollberg und Eickstedt Ausbau im Südosten, Ziemkendorf und Mönchehof im Südwesten, Heises Hof im Westen sowie Ludwigsburg und Kleptow im Nordwesten.